# Fantasmas (novela de Dean Koontz)
Fantasmas es una novela escrita por el autor de superventas norteamericano de obras de terror Dean R. Koontz, y fue publicada en 1983. Contiene muchas influencias de Lovecraft, y su argumento puede recordar a la novela de Stephen King, It

## Argumento
Jenny Paige, una joven doctora, regresa con su hermana adolescente Lisa, a su lugar de trabajo y residencia, el pequeño pueblo de Snowfield, California. Lisa está encantada con mudarse junto con su hermana al hermoso pueblo de esquiadores y amantes de la naturaleza, pero al llegar, descubren un espectáculo macabro: Trescientos de los quinientos habitantes de Snowfield han desaparecido, y el resto han sido asesinados y mutilados en una masacre terrible. Aún más aterrador, es el hecho de que todo esto parece haber ocurrido hace muy poco tiempo y de forma espontánea, habiendo casas de familias desaparecidas con la cena caliente puesta en la mesa. Snowfield está completamente muerto, incluso sin presencia de mascotas o animales por los alrededores.
Las hermanas Paige exploran el pueblo, encontrándose con multitud de cadáveres descuartizados de forma brutal y con otros cuerpos con una extraña y misteriosa muerte. Estos se hallan completamente amorotonados e hinchados, con una rigidez cadavérica inusualmente alta, manteniendo en sus caras miradas congeladas de puro terror, con los ojos desorbitados y lenguas colgando de la boca. Aparte de estos descubrimientos, las chicas advierten que toda comunicación (teléfonos y radios) con el exterior ha sido deliberadamente cortada. Cada vez más aterrorizadas, las hermanas Paige consiguen lanzar una desesperada llamada de socorro a la comisaría del cercano pueblo de Santa Mira, pero mientras los refuerzos policiales viajan a Snowfield, las chicas presencian una serie de misteriosas apariciones fantasmagóricas, para luego ser contempladas por los estupefactos policías. Sienten que una presencia invisible y omnipresente les observa, convirtiéndoles en prisioneros de la ciudad, sin posibilidad de escape. Los fantasmas comienzan a matar uno a uno a los policías recién llegados, sin que estos puedan hacer nada por evitarlo.
Finalmente, el grupo consigue hacer una nueva llamada de socorro, y ponerse en contacto con el exterior, y pedir refuerzos al Ejército de los Estados Unidos. Una pequeña unidad militar especializada en guerra química y bacteriológica del cuerpo de sanidad del Ejército es enviada a Snowfield para investigar lo ocurrido y poner en cuarentena a los supervivientes, pero poco tiempo después, ante el escepticismo de los militares, los nuevos refuerzos comienzan a ser víctimas de la fuerza fantasma que domina Snowfield.
Mientras tanto, debido a una filtración de prensa, las noticias de Snowfield llegan a oídos de un escritor inglés, llamado Timothy Flyte, el cual cree saber qué es lo que está ocurriendo en el malogrado pueblo. Tiempo atrás, Flyte había propuesto y escrito teorías acerca de la existencia de una gigantesca criatura ameboide y amorfa, a la que llama El Antiguo Enemigo, un multiforme capaz de cambiar de forma y aspecto a su voluntad, la cual emerge de las profundidades del mar una vez cada varios cientos o miles de años para alimentarse, pero cuyas cacerías provocan masacres masivas de otros seres, tanto animales como humanos. Así, se explicarían las desapariciones de poblaciones enteras a lo largo de la historia: en los pueblos mayas de Piedras Negras, Seibal, Copán, Menché, las colonias de Jamestown y Roanoke, ejércitos desaparecidos de forma inexplicable, barcos fantasma... Flyte está convencido de que una de esas criaturas se encuentra bajo Snowfield, y es la responsable de los hechos acontecidos allí.
Flyte es enviado a Snowfield en helicóptero, se reúne con los supervivientes, y confirma su teoría: El Antiguo Enemigo es real, consciente, e inteligente, y parece sentir placer aterrorizando, asesinando y devorando a los seres humanos. Afortunadamente, Flyte y el resto del grupo consiguen llevar a cabo una serie de importantes descubrimientos acerca de la naturaleza del ser multiforme, que explicaría las apariciones fantasmagóricas anteriores, mientras el Antiguo Enemigo se regodea y se divierte por el interés que por él muestran los protagonistas, siendo simplemente un ``juego científico´´, que acabará cuando se canse de él, y mate a todos los supervivientes. Esto da un rayo de esperanza a los supervivientes, que hacen un descubrimiento fundamental: la criatura posee un órgano vital que está localizado en su núcleo, oculto bajo tierra, y sus células tienen una estructura molecular muy parecida al petróleo y otros combustibles fósiles. Con esta nueva información, los desesperados protagonistas intentan destruir al Antiguo Enemigo mediante una bacteria que degrada los hidrocarburos, y que es capaz de aniquilar al ser multiforme hasta su núcleo. (La bacteria modificada genéticamente para limpiar residuos de petróleos ha sido diseñada en la vida real por el científico Ananda Mohan Chakrabarty)
La novela termina con la salida de los maltrechos supervivientes de Snowfield, entre los que se encuentran Jenny y Lisa, y dos policías de Santa Mira, pensativos y con nuevas ideas acerca de la maldad humana, una vez descubierto que la criatura había heredado su ansia asesina a través de los humanos que había consumido.

## El Antiguo Enemigo
La criatura amorfa y multiforme que aparece en la novela recuerda mucho a la de la película de John Carpenter, La Cosa o a los shoggoths, creados de la mano de H.P. Lovecraft.
Los supervivientes de Snowfield descubren que el ser multiforme consume otras formas de vida como alimento, y puede replicar perfectamente cualquier forma de los seres de los que se alimenta, a partir de su masa gelatinosa y amorfa. Puede dividirse y crear unidades más pequeñas de sí mismo, que se aparecen ante los humanos como apariciones fantasmales, tomando la forma de los seres asimilados. Estos ``fantasmas´´ se encargan de cazar y buscar más presas, siguiendo las órdenes de la ``mente enjambre´´, ubicada en el órgano vital que forma el núcleo de la criatura, oculta bajo tierra. Además, este ser es capaz de absorber y acumular los recuerdos y las capacidades mentales de sus presas, consiguiendo una inteligencia mayor y más grande con el tiempo. De hecho, la criatura contacta a través de un ordenador con chat con el grupo de Snowfield, pidiendo que Timothy Flyte volase a Snowfield, refriéndose a él como su ``biógrafo´´, ya que había asesinado a un habitante de Snowfield que había leído las teorías de Flyte acerca del Antiguo Enemigo. Aparte de imitar las formas reales de animales y humanos, la criatura puede también crear ``fantasmas´´ basados en las imágenes mentales de sus víctimas. Así, con un placer sádico, crea fantasmas con la forma de demonios religiosos y otros monstruos para aterrorizar a sus víctimas antes de matarlas.
El Antiguo Enemigo puede modificar y contorsionar su cuerpo, pudiendo así pasar a través de conductos de aire, bajo puertas y por tuberías, y consiguiendo de esta forma matar personas encerradas en habitaciones y coches o atrincheradas en espacios cerrados. Posee unos órganos sensoriales increíblemente agudos, y una velocidad pasmosa, lo que explicaría que tampoco los animales de los bosques de Snowfield escaparan de este formidable depredador. Las armas convencionales y armas de fuego son incapaces de dañar su gelatinoso cuerpo. Se alimenta rodeando completamente el cuerpo de sus víctimas, matándolas por asfixia, para luego aplastarlas bajo su masa (provocando el amorotonamiento general del cuerpo), inoculándole a través de la piel un conservante para evitar su descomposición (lo que explica el hinchamiento y la rigidez extrema de los cadáveres). En una de sus conversaciones finales con los humanos, el monstruo declara que se considera infinitamente superior a todas las formas de vida de la Tierra, incluyendo la humana, las cuales son inferiores a ella en inteligencia, simplemente corderos a sacrificar para alimentarle.
La criatura revela a Flyte y al resto del grupo que ha pasado a considerarse a sí mismo como Satán, y como cualquier equivalencia en el panteón demónico de todos las religiones y creencias humanas, una idea obtenida a través de los recuerdos absorbidos de todos los humanos que ha devorado a lo largo de la historia (que realmente, son el origen de la maldad del Antiguo Enemigo). El ser multiforme es un animal prehistórico, posible causante de la extinción de los dinosaurios, según Flyte, cuyo metabolismo es extremadamente lento. Antes de toparse con los primeros humanos, la criatura era un animal más, sin inteligencia ni conciencia de sí misma, alimentándose puramente por sentido de supervivencia. Una vez que asimila la inteligencia humana, pasa a ser un animal consciente, desarrollando un enorme ego, y convirtiéndose en un cazador asesino y sádico que siente placer al matar, tomando el papel de demonios y monstruos frutos de la imaginación humana. Entre sus actividades no propias de animales predadores, están las de tortura, guerra psicológica, blasfemia, profanación, carencia total de compasión, intentos de violación (con sus fantasmas de aspecto humano, sobre la pequeña Lisa), y una crueldad inimaginable.

## Adaptación cinematográfica
La obra fue llevada al cine en 1998, bajo el título Phantoms, y protagonizada por Peter O'Toole, Rose McGowan, Liev Schreiber, Ben Affleck, y Joanna Going. Fue dirigida por Joe Chappelle, producida por Neo Art & Logic, y distribuida por Dimension Films. El rodaje se llevó a cabo en Colorado, Estados Unidos.